# Иннес-Стубб, Сюзанна
Сюзанна Элизабет Иннес-Стубб ( Suzanne Elizabeth Innes-Stubb; род. 25 января 1970, Солихалл, Уэст-Мидлендс) — супруга тринадцатого президента Финляндии Александра Стубба, первая леди Финляндии с 1 марта 2024 года.

## Биография
Сюзанна Иннес родилась 25 января 1970 года в Солихалле, Англия. Её родители были учителями, мать имела шотландское происхождение.
Иннес изучала юриспруденцию, французский и немецкий языки в Университете Суррея, где получила степень бакалавра наук в 1992 году. Она продолжила изучать право Европейского союза в Колледже Европы в Брюгге, Бельгия и получила степень магистра права в 1995 году.

## Карьера
Живя в Брюсселе, Иннес-Стубб работала в юридической фирме «White & Case» с 1999 года. Когда семья переехала в Финляндию, она начала работать в офисе той же фирмы, располагавшимся в Хельсинки.
В 2014 году Иннес-Стубб начала работать руководителем юридического отдела финской медиагруппы «Sanoma». Она также работала в финской лифтостроительной компании «Kone» в качестве руководителя отдела глобального соответствия. В сентябре 2024 года она планирует начать работать в Университете Аалто.

## Личная жизнь
Иннес познакомилась со Стуббом во время изучения права в Колледже Европы в Брюгге, в 1994 году. Они были помолвлены в 1997 году и поженились в 1998 году. У пары двое детей.
Семья живет в Вестенде, Эспоо
.